# Đại Thanh hậu cung (phim truyền hình)
Đại Thanh hậu cung (tiếng Hoa: 大清後宮; tiếng Anh: Concubines of the Qing Emperor), tên đầy đủ là Đại Thanh Hậu Cung Chi Hoàn Quân Minh Châu (大清後宮之還君明珠), là bộ phim truyền hình cổ trang và tình cảm Hồng Kông của đạo diễn Trương Hiên Nam, biên kịch Vu Chính. Phim được sản xuất bởi Đài truyền hình Hương Cảng Á Châu của Hồng Kông và phát sóng vào năm 2006.
Diễn viên chính của bộ phim gồm có Hồ Tĩnh, Huỳnh Duy Đức, Trần Hạo Dân, Trần Vỹ, Phó Nghệ Vỹ, Trương Thần Quang, Trần Tú Lệ, Y Năng Tịnh, Hoắc Tư Yến... và một số diễn viên khác.

## Nội dung chính
Phim lấy bối cảnh hậu cung Đạo Quang Đế triều Thanh. Đông Giai Hoàng hậu qua đời, hậu vị bỏ trống. Toàn phi và Tường tần thường xuyên đối đầu để tranh ngôi Hoàng hậu. Toàn phi vì Đạo Quang vào sinh ra tử, lại sinh Hoàng tứ tử Dịch Trữ nên được chấp chính hậu cung. Tường tần trẻ trung, xinh đẹp, lại mang thai nên vô cùng đắc sủng. Để bảo toàn địa vị, Toàn phi sai Ngạc Thạc hại Tường tần sẩy thai. Ông từ chối thì đột nhiên bị xử tử.
Con gái Ngạc Thạc là Tây Lâm Xuân, vì muốn báo thù cho cha nên nhập cung làm tú nữ. Cô kết tình tỷ muội với Cảnh Trân và Lan Hiên. Cảnh Trân yêu Quảng Hải - cháu của Toàn phi, nhưng bị ép tiến cung để bảo tồn quan hệ Mông-Mãn. Lan Hiên vô tư, đơn thuần, bị kéo vào cuộc chiến chốn thâm cung nên dần mất đi bản tính. Ngoài ra còn có Tuyết Thần, vào cung làm kép hát để tìm người mẹ thất lạc, vô tình gặp phải muôn ngàn gian nan và bi kịch. Giữa những tranh đấu khốc liệt và mối tình tay ba, các nhân vật luôn phải sống trong nghịch cảnh bế tắc...

## Phân vai

### Nhân vật chính
| Diễn viên                  | Nhân vật lịch sử          | Vai diễn                                                                   | Cư ngụ | Ghi chú |
| Hồ Tĩnh (胡靜)             | Nhân vật hư cấu           | Tây Lâm Giác La Xuân (西林覺羅•春) Gọi tắt: Tây Lâm Xuân (西林春)          | Chung Túy cung (钟粹宫) Tân Giả khố (四執庫) Sấu Phương trai (漱芳齋) Trữ Tú cung (儲秀宮) Doanh Tạo ty (营造司) Trữ Tú cung (儲秀宮) Bảo Nguyệt lâu (寶月樓) Trữ Tú cung (儲秀宮) Chung Túy cung (钟粹宫) | Tú nữ (秀女) → Tân Giả khố cung nữ (四執庫宮女) → Sấu Phương trai cung nữ (漱芳齋宮女) → Trữ Tú cung cung nữ (儲秀宮宮女) → Doanh Tạo ty cung nữ (营造司宮女) → Trữ Tú cung cung nữ (儲秀宮宮女) → Dân nữ (民女) → Trữ Tú cung cung nữ (儲秀宮宮女) → Chung Túy cung cung nữ (钟粹宫宮女) → Dân nữ (民女) Con gái Ngạc Thạc - Thái y trong cung. Toàn phi sai Ngạc Thạc hại Tường tần hư thai, ông từ chối, sau đó bị kết tội vận chuyển nha phiến và xử tử. Tin cha bị oan, Tây Lâm Xuân tham gia tuyển tú để vào cung trả thù Toàn phi. Cô kết giao cùng Cảnh Trân và Lan Hiên. Cảnh Trân trên đường lén gặp Quảng Hải bị Tường tần bắt rồi dụng hình tra khảo. Tây Lâm Xuân đem chuyện Tường tần giả thai để uy hiếp nhằm cứu Cảnh Trân. Tường tần sợ lộ bí mật nên giả vờ ngã "hư thai" rồi vu hại Tây Lâm Xuân. Vì thế cô bị đày vào Tân Giả khố, gặp muôn vàn trắc trở như chịu khổ sai; bị Tường tần và Cảnh Trân hãm hại; liên lụy người vô tội chết oan... Nhờ lấy lòng Toàn phi, cô trở thành tâm phúc của bà. Biết Toàn phi không phải người xấu, càng không gây ra cái chết của cha, cô quyết định trung thành và phò trợ bà lên ngôi Hậu, thực hiện lý tưởng cấm nha phiến. Sau khi sứ mệnh hoàn thành, Tây Lâm Xuân định cùng Tuyết Thần xuất cung thì Hoàng hậu đột tử, cô ở lại lo tang sự. Bỗng nhiên Tuyết Thần mất tích, cô tiếp tục làm cung nữ Chung Túy cung để đợi anh. Cuối phim, Viên Minh viên bị liên quân Anh-Pháp tàn phá, hoàng thất trốn đến Nhiệt Hà, riêng Tây Lâm Xuân mắc kẹt phía sau, nhờ Quảng Hải cứu nên an toàn trở ra. Cô sống bằng nghề buôn bán ngoài cung với mong muốn gặp lại Tuyết Thần. |
| Huỳnh Duy Đức (黃維德)     | Nhân vật hư cấu           | An Tuyết Thần (安雪臣) Sau khi mất trí nhớ, lấy tên Trác Nhĩ Phàm (卓尔凡) | Lệ Cảnh hiên (麗景軒) Thái y viện (太樂院) Doanh Tạo ty (营造司) Kiêu Kỵ doanh (骁骑营) | Kép hát (伶人) → Thái y (太医) → Hoàng tứ tử sư phụ (皇四子師傅) → Phó Đô úy (傅都尉) Con riêng Toàn phi (sau là Hoàng hậu), anh cùng mẹ khác cha với Hoàng tử Dịch Trữ. Bị mẹ bỏ rơi từ bé nhưng anh luôn một lòng hướng về mẹ. Đầu phim, anh gia nhập đoàn hát vào cung biểu diễn. Thỉnh thoảng có cơ hội gặp mẹ nhưng không dám nhận vì sợ mẹ mang họa (do Tuyết Thần khôn lớn nên Toàn phi không hề nhận ra). Yêu Tây Lâm Xuân, biết cô luôn hận mẹ, anh ngăn chặn ý định trả thù, khuyên người yêu theo mình rời cung. Hoàng hậu phát hiện tình yêu của họ, vì muốn giữ Tây Lâm Xuân bên mình nên bà sai Mục Chương A ám sát Tuyết Thần. Anh may mắn thoát chết nhưng ngã vực rồi mất trí nhớ. Được Hoàng đại nhân - thủ hạ của Mục Chương A cứu, từ đó đổi tên thành Trác Nhĩ Phàm. Lan Hiên xuất cung, hành nghề buôn bán nha phiến. Hoàng đại nhân sai Nhĩ Phàm tiếp cận Lan Hiên (vốn để ý anh từ lâu), đợi băng nhóm của cô giao nha phiến trong cung rồi tung lưới bắt trọn. Anh lập công với triều đình, được Hoàng hậu tin tưởng. Sau khi khôi phục trí nhớ, anh và Tây Lâm Xuân đến từ biệt Hoàng hậu. Anh tiết lộ thân phận với Hoàng hậu, hai mẹ con ôm khóc nứt nở. Chuyện đến tai Thái hậu, Hoàng hậu bị xử chết, Hoàng thượng triệu anh đến để ban rượu độc. Nhờ Dịch Trữ đổi rượu, anh chỉ bị ngất rồi đưa sang Nhật Bản để đảm bảo an toàn. Nhiều năm sau, anh về Bắc Kinh tìm Tây Lâm Xuân nhưng không gặp. Tuy nhiên anh vẫn không từ bỏ hi vọng vì tin vào "duyên số". |
| Trần Hạo Dân (陳浩民)      | Nhân vật hư cấu           | Vinh Quảng Hải (榮廣海)                                                    | Kiêu Kỵ doanh (骁骑营) Nữu Hỗ Lộc phủ (鈕祜祿府) | Đô úy (都尉) Cháu trai Toàn phi (sau là Hoàng hậu), được bà hết mực thương yêu. Vốn là thanh mai trúc mã của Cảnh Trân nhưng phải giương mắt nhìn cô tiến cung. Sau thấy Tây Lâm Xuân lương thiện, luôn giúp đỡ người khác, anh nảy sinh tình cảm, từ đó nhất kiến chung tình. Luôn tận tụy với triều đình và nhà Thanh, lập nhiều công lao hiển hách, nhưng không có được trái tim của người mình yêu. Bất đắc dĩ, anh thành thân với Hương Tuệ - một cung nữ khác của Hoàng hậu và có hai người con. Dù không được đáp lại, anh vẫn âm thầm giúp đỡ Tây Lâm Xuân, không tiếc hi sinh bảo vệ cô. Khi mọi người trốn nạn sang Nhiệt Hà, anh không màng nguy hiểm, quay về kinh thành tìm Tây Lâm Xuân. Kết cục tử thương, ra đi trong vòng tay của cô. |
| Phó Nghệ Vỹ (傅藝偉)       | Hiếu Toàn Thành Hoàng hậu | Nữu Hỗ Lộc Tú Tâm (鈕祜祿•繡心)                                            | Tân Giả khố (四執庫) Sấu Phương trai (漱芳齋) Hoàng nhị tử phủ (皇二子府) Trữ Tú cung (儲秀宮) | Tân Giả khố cung nữ (四執庫宮女) → Sấu Phương trai cung nữ (漱芳齋宮女) → Hoàng nhị tử Trắc Phúc tấn (皇二子侧福晋) → Dân phụ (民妇) → Toàn phi (全妃) → Hoàng hậu (皇后) → Hiếu Toàn Hoàng hậu (孝全皇后; truy thụy) Hoàng hậu thứ hai của Đạo Quang Đế, người ông nặng tình nhất. Trong trận chiến Bạch Liên giáo, bà dụ phiến quân rời cung, bảo hộ phu quân an toàn. Đạo Quang kế vị, ra chiếu tìm thê tử. Bà nhập cung diện thánh, sách phong Toàn phi. Bề ngoài thâm hiểm, thực tế là nữ trung hào kiệt, có tấm lòng cao cả. Trước Đạo Quang, bà từng yêu một người là Sính Diễn, cũng chính là cha Tuyết Thần. Vào lúc Bạch Liên giáo truy đuổi, bà bỏ chạy khỏi hoàng cung, sống cùng Sính Diễn rồi sinh hạ con trai là Tuyết Thần. Khi Tuyết Thần 5 tuổi, Sính Diễn bắt đầu nghiện nha phiến, bỏ bê vợ con. Bà đành rời xa con để vào cung chỉnh đốn triều cương, bài trừ nha phiến. Hậu cung muôn ngàn giai lệ, bà lập mưu hại long tự để củng cố địa vị. Tây Lâm Xuân hận bà sâu sắc, được Tuyết Thần hóa giải nên dần cảm thông, trở thành cung nữ thân cận của bà. Mặc cho Thái hậu và các phi tần gây khó dễ, bà lên ngôi Hoàng hậu, sát cánh bên Đạo Quang, khôi phục giang sơn nhà Thanh. Thái hậu phát hiện bà có con riêng là Tuyết Thần nên đã ban độc dược nhằm giữ thể diện cho hoàng thất. Trước khi chết, bà nhờ Cảnh Trân nuôi dạy Dịch Trữ (con của bà và Đạo Quang) nhắm mắt xuôi tay. Con cái: - An Tuyết Thần (trong lúc xuất cung); - Hoàng tứ tử Dịch Trữ (sau là Hàm Phong Hoàng đế). |
| Trần Vỹ (陳煒)             | Hiếu Tĩnh Thành Hoàng hậu | Bát Nhĩ Tề Cát Đặc Cảnh Trân (博爾濟吉特•景珍)                             | Chung Túy cung (钟粹宫) Vĩnh Thọ cung (永壽宮) Bắc viện (北院) Từ Ninh cung (慈宁宫) | Tú nữ (秀女) → Tĩnh quý nhân (静贵人) → Tĩnh tần (静嫔) → Tĩnh phi (静妃) → Tĩnh quý phi (静貴妃) → Khang Từ Hoàng thái phi (静皇太妃) Con gái Hoa Lương A, phi tần của Đạo Quang Đế. Xuất thân bộ tộc Khoa Nhĩ Thấm, Mông Cổ. Yêu Quảng Hải nhưng bị ép liên hôn với nhà Thanh vì quan hệ Mông-Mãn. Sau đó làm nhiều việc ác như: ganh ghét hãm hại Tây Lâm Xuân và Lan Hiên; vu cáo Lan Hiên tàng trữ nha phiến khiến cô bị đày vào lãnh cung; trộm con của Lan Hiên để tranh sủng, khiến cô cùng quẫn rời cung; để tranh ngôi Hoàng hậu, ả nịnh nọt Thái hậu, gièm pha Toàn phi, còn cho Thái hậu hút nha phiến giảm đau khớp. Hoa Lương A tàng trữ nha phiến nên bị trảm. Cảnh Trân đau buồn không thị tẩm. Toàn phi đắc sủng, thành công trở thành Kế hậu. Không chịu thua, ả dùng mưu hèn kế bẩn để Dịch Hân (con của Lan Hiên và Đạo Quang) được phong Thái tử. Lan Hiên, khi này xuất cung buôn nha phiến, ép Cảnh Trân cùng giao dịch để được gặp con thường xuyên. Cảnh Trân đồng ý vì sợ Lan Hiên tiết lộ chuyện xưa. Sự việc bại lộ, Lan Hiên bị giết trong lúc chống trả. Tây Lâm Xuân đóng giả Lan Hiên trong ngục. Cảnh Trân vào ban độc dược "vì tương lai của con", bị Đế-Hậu bắt tại trận, toan xử tử. Niệm tình Dịch Hân còn bé, Hoàng hậu và Tây Lâm Xuân xin giúp Cảnh Trân. Ả bị đày vào lãnh cung, ngày ngày tụng kinh niệm phật. Hoàng hậu bị bức tử, lo Dịch Trữ còn non dại nên gửi gắm Cảnh Trân. Thấy Dịch Hân hết cơ hội, Dịch Trữ lại được cha thập phần thương yêu nên Cảnh Trân, vì tương lai được phong Thái hậu, đã quyết định đồng ý. Để chuộc tội, cô xin tha cho Tây Lâm Xuân và Tuyết Thần, phò trợ Dịch Trữ lên ngôi. Vài năm sau trở thành Thái phi, Dịch Trữ rất hiếu thuận với người mẹ nuôi này. Con cái: - Hoàng tử chết yểu; - Hoàng lục tử Dịch Hân (con của Lan Hiên và Đạo Quang). |
| Trương Thần Quang (張晨光) | Đạo Quang Đế              | Ái Tân Giác La Miên Ninh (爱新觉罗•綿寧)                                   | Hoàng nhị tử phủ (皇二子府) Dưỡng Tâm điện (养心殿) | Hoàng nhị tử (皇二子) → Hoàng thái tử (皇太子) → Thanh Tuyên Tông Đạo Quang Đế (清宣宗道光帝) Hoàng đế thứ 8 của nhà Thanh, lao tâm cần kiệm, vì nước vì dân, gặp trắc trở bởi nha phiến và sự xâm lược của Tây vực. Nhiều nữ nhân bên cạnh, nhưng không có được tình cảm chân chính. Sủng ái Tường tần thì cô vụng trộm với người khác. Yêu thích Ngâm Thu, nhưng cô vì cha mà chấp nhận bị thất sủng, tự vẫn. Tin tưởng Cảnh Trân, phát hiện ả trộm con của Lan Hiên để tranh sủng, ngoài ra cùng Thái hậu tàng trữ nha phiến, không màng tâm huyết của ông. Cuối cùng, ông phát hiện thê tử bên gối là Hoàng hậu vốn đã có con riêng, về bên ông chỉ để đạt được mục đích. Vì phát hiện Thái hậu - dưỡng mẫu mà ông kính trọng, không chỉ lén sử dụng nha phiến mà còn xử chết Hoàng hậu, ông mắc bệnh qua đời trong sự bi thương và cô độc. |
| Trần Tú Lệ (陳秀麗)        | Điềm tần                  | Phú Sát Lan Hiên (富察•蘭軒)                                               | Chung Túy cung (钟粹宫) Bắc viện (北院) Bảo Nguyệt lâu (寶月樓) | Tú nữ (秀女) → Dân nữ (民女) Nguyên là phi tần của Đạo Quang Đế, tỷ muội tốt của Tây Lâm Xuân và Cảnh Trân khi cả ba còn là tú nữ. Được Đạo Quang sủng hạnh, cô mừng rỡ đi khoe Cảnh Trân, liền bị ả vu oan tàng trữ nha phiến, bị giam vào lãnh cung, phải lén lút sinh nở. Trong lúc mang thai, cô được An Tuyết Thần chăm sóc tận tình nên đem lòng si mê. Đúng lúc con Cảnh Trân chết yểu, ả sai người trộm con của Lan Hiên về rồi giả vờ sinh hạ Hoàng tử. Lan Hiên vô cùng đau khổ nên quyết định rời cung, trở thành Tú bà và theo nghiệp buôn nha phiến. Thời gian sau, An Tuyết Thần bị mất trí nhớ, được Hoàng đại nhân cứu, đổi tên là Trác Nhĩ Phàm. Dưới thân phận Nhĩ Phàm, anh tới Bảo Nguyệt lâu tìm hiểu nguồn bán nha phiến, vô tình gặp Lan Hiên, vốn là nhà cung cấp nổi tiếng. Khi đó, anh bị người của Tăng lão bản (đối tác mua nha phiến của Lan Hiên) đánh đập. Lan Hiên liền chịu ân ái một buổi trưa với Tăng lão bản để Nhĩ Phàm không bị đánh. Nhĩ Phàm chịu ơn nên thường xuyên đến Bảo Nguyệt lâu thăm. Lan Hiên biết Nhĩ Phàm mất trí nhớ nên giấu nhẹm quá khứ, cùng Nhĩ Phàm ân ái suốt thời gian dài. Nhìn thấy Tây Lâm Xuân, Nhĩ Phàm liền bị dao động và khôi phục trí nhớ. Lan Hiên ghen tức, nhiều lần vào cung gặp Cảnh Trân, ép Cảnh Trân mua nha phiến rồi bắt tay với Cảnh Trân hại Tây Lâm Xuân và hoàng tử Dịch Trữ để Dịch Hân (con của Lan Hiên bị Cảnh Trân trộm ngày xưa) có cơ may làm Thái tử. Nhĩ Phàm càng tiếp cận Lan Hiên hơn để điều tra về nha phiến khiến Lan Hiên ôm hận. Một thuộc hạ của Lan Hiên là Dục Thái vô cùng yêu thích cô, muốn cùng cô bỏ nha phiến để cùng chung sống nhưng cô không chịu. Ngược lại, Lan Hiên cho Dục Thái ân ái một đêm để hắn càng yêu cô hơn, rồi lợi dụng hắn móc nối Vinh Quảng Hải để cô tiếp tục vào cung giao dịch nha phiến với Cảnh Trân. Tuy nhiên sự việc bại lộ, Nhĩ Phàm truy bắt Lan Hiên trong cung nhưng bị cô dùng Tây Lâm Xuân làm con tin để uy hiếp. Nhĩ Phàm dùng súng bắn cô rơi từ trên lầu xuống để cứu Tây Lâm Xuân. Dục Thái vốn không có được cô nên bắn tên xuyên ngực Lan Hiên để kết thúc tất cả. Lan Hiên tuy làm nhiều chuyện sai, nhưng cũng rất đáng thương vì bản tính vốn lương thiện nhưng bị cuộc đời xô đẩy đi theo con đường tăm tối. Con cái: Hoàng lục tử Dịch Hân (bị Cảnh Trân chiếm đoạt). |

### Nhân vật Hoàng cung
| Diễn viên                         | Nhân vật lịch sử          | Vai diễn                                  | Cư ngụ                                                                                          | Ghi chú |
| Phan Hồng (潘虹)                  | Hiếu Hòa Duệ Hoàng hậu    | Cung Từ Hoàng thái hậu (恭慈皇太后)       | Từ Ninh cung (慈宁宫)                                                                           | Hoàng thái hậu (皇太后) Mẹ kế Đạo Quang, có ơn dưỡng dục nên được ông hết mực tôn kính. Căm ghét Hoàng hậu vì quá thông minh, sợ can chính như Lã hậu và Võ Tắc Thiên. Cảnh Trân hay nịnh hót nên được bà sủng ái. Bị bệnh xương khớp nên hút nha phiến giảm đau. Lợi dụng điểm này, Cảnh Trân thường dâng nha phiến. Nghe tin Hoàng hậu có con riêng, bà ban độc dược vì thể diện hoàng thất. Đạo Quang nghe được vô cùng thất vọng, từ đó sinh bệnh qua đời. |
| Xuất hiện qua lời kể của nhân vật | Hiếu Thận Thành Hoàng hậu | Đông Giai Hoàng hậu (佟佳皇后)            |                                                                                                 | Hiếu Thận Hoàng hậu (孝慎皇后) Hoàng hậu đầu tiên của Đạo Quang. Qua đời trước khi Toàn phi tiếp quản hậu cung. |
| Y Năng Tịnh (伊能靜)              | Tường phi                 | Nữu Hỗ Lộc Thục Ninh (鈕祜祿•淑寧)        | Cảnh Nhân cung (景仁宫)                                                                         | Tường tần (祥嬪) Phi tần của Đạo Quang. Đắc sủng nên xem thường Toàn phi. Vụng trộm với Cúc Sanh - kép hát trong cung. Toàn phi bất ngờ lục soát, Tường tần đành giết nhân tình diệt khẩu, bị Toàn phi giam lỏng điều tra. Giả thai nên được miễn cấm túc. Toàn phi hạ độc thuốc an thai nhưng "cái thai" vẫn an toàn khiến Tây Lâm Xuân nghi ngờ. Để bảo toàn bí mật, Tường tần giá hoạ Tây Lâm Xuân làm "hư thai". Cúc Sanh còn sống, tham gia đoàn hát vào cung. Anh nhờ Tuyết Thần mê hoặc tình cũ để được "triệu hạnh" (mỗi khi tắt đèn, anh thay Tuyết Thần ân ái cùng cô). Tường tần buôn nha phiến, bị Toàn phi giam ngục. Cúc Sanh vào thăm, thú nhận chưa chết khiến cô ân hận. Nhờ Cảnh Trân hiến kế, cô dùng nha phiến trị bệnh cho Thái hậu, được phục sủng và miễn tội. Hoàng thượng rời cung hai tháng, được tin cô có thai một tháng. Biết không phải long chủng, ông điều tra đoàn hát Lệ Cảnh hiên. Cúc Sanh đưa Tường tần bỏ trốn, cô tham tiền nên bắt Tây Lâm Xuân làm con tin, ép Quảng Hải giao vàng và xe ngựa, bị cấm quân phóng tiễn, chết trong vòng tay của Cúc Sanh. |
| Hoắc Tư Yến (霍思燕)              | Nhân vật hư cấu           | Thẩm Ngâm Thu (沈吟秋)                    | Lệ Cảnh hiên (麗景軒) Dực Khôn cung (翊坤宫)                                                    | Ca nữ (歌女) → Vinh quý nhân (榮貴人) Phi tần của Đạo Quang. Xuất thân đoàn hát, cha là trưởng đoàn. Yêu Tuyết Thần nhưng được Đạo Quang để ý. Tường tần vụng trộm kép hát khiến cả đoàn liên lụy. Cô thị tẩm để xin Đạo Quang tha cho mọi người. Đạo Quang ép cô chọn: làm sủng phi và mặc kệ đoàn hát, hoặc bị ghẻ lạnh để cứu mọi người. Cô chọn hi sinh ân sủng, song đoàn hát vẫn bị ban rượu độc. Cùng quẫn, cô hành thích Đạo Quang, vô tình đả thương Toàn phi. Được miễn tội nhưng vẫn tự sát để theo cha mình. |
| Trương Địch (張迪)                | Hàm Phong Đế              | Ái Tân Giác La Dịch Trữ (愛新覺羅•奕詝)   | Trữ Tú cung (儲秀宮) Hoàng tứ tử phủ (皇四子府) Dưỡng Tâm điện (养心殿)                         | Hoàng tứ tử (皇四子) → Hoàng thái tử (皇太子) → Thanh Văn Tông Hàm Phong Đế (清文宗咸豐帝) Con trai Đạo Quang và Toàn phi (sau là Hoàng hậu). Lương thiện nhút nhát, bị quản giáo nghiêm ngặt nên rất ham chơi, thường xuyên đến thanh lâu làm mẹ mất mặt. Sống có trách nhiệm. Yêu Hạnh Nhi (em gái Tây Lâm Xuân), nhưng trót làm Bảo Cầm mang thai nên lập cô làm Đích Phúc tấn. Hoàng hậu bạo băng, Tuyết Thần bị ban rượu độc. Dịch Trữ vì muốn bảo vệ nên tráo rượu, sai người bí mật đưa anh trai sang Nhật. Được Cảnh Trân nuôi dưỡng, về sau vô cùng hiếu thuận. |
| Đồng Lân (彤麟)                   | Hiếu Đức Hiển Hoàng hậu   | Tát Khắc Đạt Bảo Cầm (薩克達•宝琴)        | Hoàng tứ tử phủ (皇四子府)                                                                      | Trữ Tú cung cung nữ (儲秀宮宮女) → Hoàng tứ tử Đích Phúc tấn (皇四子嫡福晋) → Hiếu Đức Hoàng hậu (孝德皇后; truy phong) Đích Phúc tấn của Dịch Trữ (sau là Hàm Phong Đế). Vốn là cung nữ thân cận của Hoàng hậu, bị Dịch Trữ cưỡng ép mang thai, vì vậy anh đã chọn cô làm chính thất. Con trai Bảo Cầm bị Hạnh Nhi - em gái của Tây Lâm Xuân hại. Vì quá đau khổ, cô qua đời trước khi Dịch Trữ đăng cơ, chưa kịp lên ngôi Hoàng hậu, được truy phong "Hiếu Đức Hoàng hậu". Con cái: Tiểu hoàng tôn (chiếu yểu). |
| Triệu Kha (趙柯)                  | Từ Hi Thái hậu            | Diệp Hách Na Lạp Hạnh Nhi (葉赫那拉•杏兒) | Bảo Nguyệt lâu (寶月樓) Hoàng tứ tử phủ (皇四子府) Tân Giả khố (四執庫) Chung Túy cung (钟粹宫) | Kỹ nữ (妓女) → Tú nữ (秀女) → Hoàng tứ tử Trắc Phúc tấn (皇四子侧福晋) → Tân Giả khố cung nữ (四執庫宮女) → Dân nữ (民女) → Tú nữ (秀女) → Lan quý nhân (蘭貴人) → Ý quý phi (懿貴妃) Quý phi của Dịch Trữ (sau là Hàm Phong Đế), vốn là con riêng của cha dượng Tây Lâm Xuân. Tính tình ngang tàng hống hách, tham hư vinh nên bán đứng mẹ và chị. Vốn là kỹ nữ thanh lâu, được Dịch Trữ sủng ái nên có dã tâm làm Đích Phúc tấn, tương lai trở thành Hoàng hậu. Rốt cuộc chỉ được làm thiếp nên nói xấu Bảo Cầm, bị Hoàng hậu tát tai, giáng làm cung nữ Tân Giả khố, từ đó ghi hận. Để hạ vệ Đích Phúc tấn, ả giết Tiểu hoàng tôn - con trai Bảo Cầm, bị Tây Lâm Xuân phát giác. Dù muốn tố giác nhưng ả nói dối rằng đang mang cốt nhục của Dịch Trữ trong bụng. Không nỡ hại sinh linh vô tội, Tây Lâm Xuân quyết định cùng Tuyết Thần ra đi, bỏ lại mọi gian trá thị phi chốn cung đình. Trước khi đi, Tuyết Thần gọi Hoàng hậu một tiếng "mẹ" thì bị Hạnh Nhi nghe được, mách lẻo với Thái hậu. Ả suýt bị ban chết, nhưng kịp cùng Dục Thái trốn khỏi cung. Vài năm sau lại tham gia tuyển tú, sinh Hoàng trưởng tử, tấn phong Quý phi. Con cái: Hoàng trưởng tử Tải Thuần (sau là Đồng Trị Đế). |
| Diệp Tổ Tân (葉祖新)              | Ung Chính Đế              | Ái Tân Giác La Dận Chân (愛新覺羅•胤禛)   | Dưỡng Tâm điện (养心殿)                                                                         | Thanh Thế Tông Ung Chính Đế (清世宗雍正帝) Hoàng đế thứ 5 của nhà Thanh, tằng tổ phụ của Đạo Quang. |

### Nhân vật khác
| Diễn viên                | Nhân vật lịch sử | Vai diễn                    | Ghi chú |
| Phương Viên (方圆)       | Nhân vật hư cấu  | Hương Tuệ (香穗)            | Trữ Tú cung cung nữ (儲秀宮宮女) → Đô úy phu nhân (都尉夫人) Vợ Quảng Hải. Vốn là cung nữ thân cận của Toàn phi (sau là Hoàng hậu). Một lòng yêu Quảng Hải, nhưng anh chỉ hướng về Tây Lâm Xuân. Quảng Hải xin Hoàng thượng ban hôn. Ông hiểu lầm người anh yêu là Hương Tuệ nên "thành toàn" cho hai người. Bị anh né tránh nên vô cùng cay nghiệt Tây Lâm Xuân. Sinh một con trai cho Quảng Hải, cuối phim mang thai lần nữa, chưa kịp thông báo thì anh đã bỏ mạng ở kinh thành. Con cái: - Trưởng tử của Quảng Hải; - Đứa con trong bụng. |
| Hình Dân Sơn (邢岷山)    | Nhân vật hư cấu  | Đỗ Cúc Sanh (杜菊笙)        | Kép hát (伶人) Tình nhân của Tường tần. Nhiều lần tư thông khiến cô mang thai ngoài ý muốn. Bị Tường tần giết nhưng không chết. Theo đoàn hát vào cung gặp cô, liên tiếp bị phản bội nhưng không bỏ ý định cùng cô xuất cung. Tường tần bị hành thích, anh nguyện tự vẫn để chết cùng. |
| Trình Tư Hàn (程思寒)    | Nhân vật hư cấu  | Lý Trường An (李长安)       | Thái giám (太监) Thái giám thân cận của Đạo Quang, trợ thủ không chính thức của Toàn phi (sau là Hoàng hậu). |
| Thẩm Bảo Bình (沈保平)   | Hoa Lương A      | Hoa Lương A (花良阿)        | Viên ngoại lang Hình bộ (員外郎刑部) Cha Cảnh Trân, đại thần trong triều. Cấu kết khắp nơi để con được phong Hậu. Sau bị trảm vì tội tàng trữ nha phiến. |
| Đặng Lập Dân (邓立民)    | Mộc Chương A     | Mộc Chương A                | Quan lại triều đình nhà Thanh Nghe lời Toàn phi nương nương tố Hoa Lương A trữ nha phiến khiến Hoa Lương A bị trảm. Buôn bán nha phiến với Tĩnh phi Cảnh Trân và Điềm tần Phú Sát Lan Hiên. Ông bị Dịch Trữ và Tây Lâm Xuân dẫn quân vay bắt khi ông đang cùng Trác Nhĩ Phàm (An Tuyết Thần) vận chuyển nha phiến. Ông bị giết tại chỗ. |
| Điền Dân (田岷)          | Nhân vật hư cấu  | Vãn Tình (晚晴)             | Tân Giả khố cô cô (四執庫姑姑) Chưởng quản Tân Giả khố. Khao khát cuộc sống tự do ngoài cung. Nghiêm khắc nhưng rất thương Tây Lâm Xuân. Tây Lâm Xuân tố cáo Thái hậu mua nha phiến, khiến Toàn phi tăng cường kiểm tra hàng hóa vào cung. Thái hậu phẫn nộ, sai người giết Vãn Tình để "dạy Tây Lâm Xuân bài học". |
| Mã Linh (马羚)           | Nhân vật hư cấu  | Qua Nhĩ Giai thị (瓜尔佳氏) | Thái y phu nhân (太医夫人) → Quả phụ (寡妇) → Dân phụ (民妇) Mẹ Tây Lâm Xuân, mẹ kế Hạnh Nhi. Ngạc Thạc qua đời, bà tái giá lấy cha Hạnh Nhi, buộc nuôi dưỡng con riêng của chồng. Tây Lâm Xuân thương mẹ nên thường xuyên đưa tiền cha dượng và em gái. Hạnh Nhi ngỗ ngược, bán đứng và vu khống mẹ con bà. Bà tự tử để không gây phiền phức cho con. |
| Trần Triển Bằng (陳展鵬) | Nhân vật hư cấu  | Dục Thái (毓泰)             | Thị vệ (侍衛) Thị vệ trong cung, vốn là thuộc hạ của Lan Hiên. Yêu Lan Hiên, khuyên cô từ bỏ phi vụ nha phiến để cùng chung sống. Bị Lan Hiên lợi dụng, nhân lúc cấm quân bao vây, anh hạ sát cô để kết thúc thù hận. Cùng Hạnh Nhi tố giác Hoàng hậu có con riêng, bị Thái hậu truy sát nên cả hai xuất cung. Vài năm sau Hạnh Nhi tham gia tuyển tú, được chọn nên đề bạt y làm thị vệ. Để củng cố quyền lực, y tiến cử "tứ xuân nương nương" cho Dịch Trữ, bị Hạnh Nhi ghi hận.                                                            |